# گایتون (جورجیا)
گایتون، جورجیا (به انگلیسی: Guyton, Georgia) یک شهر در ایالات متحده آمریکا با جمعیت ۱٬۶۸۴ نفر است که در جورجیا واقع شده‌است.

## موقعیت جغرافیایی
موقعیت جغرافیایی شهرها و مناطق اطراف به شرح زیر است: